# Mansión de Puikule
La Mansión de Puikule (en letón: Puikules muiža pils) es una casa señorial en la parroquia de Brīvzemnieki, municipio de Limbaži en la región histórica de Vidzeme, en el norte de Letonia. Construida en estilo neogótico Tudor en la década de 1870, ahora alberga la escuela primaria de Puikule.